# Kaple svatého Floriána (Vincencov)
Kaple svatého Floriána je římskokatolická modlitebna z počátku 20. století a jediná kulturní památka v obci Vincencov, asi 9 km jihojihozápadně od Prostějova. 
Kaple svatého Floriána byla postavena na místě staré dřevěné zvoničky po roce 1905. Své zasvěcení získala po patronu hasičů sv. Floriánovi pravděpodobně v souvislosti s rozsáhlým požárem roku 1867, kterému podlehla celá vesnice. Na hlavním pseudogotickém oltáři je umístěna soška sv. Floriána, sv. Antonína, sv. Josefa a Panny Marie Lurdské. Interiér vyzdobil neznámý umělec. U vchodu se nachází deska se jmény obětí první světové války.